# Alció del paradís de Numfor
L'alció del paradís de Numfor (Tanysiptera carolinae) és una espècie d'ocell de la família dels alcedínids (Alcedinidae) que habita el bosc de l'illa de Numfor, a l'oest de Nova Guinea.